# Габриэль Венсан
Габриэль Венсан (фр. Gabrielle Vincent), настоящее имя Моник Мартен (Monique Martin; 9 сентября 1928, Брюссель — 24 сентября 2000, там же) — бельгийская художница и писательница, создательница детских книг. Мировую известность ей принесла серия книжек-картинок о медведе Эрнесте и мышке Селестине.

## Биография и творчество
Моник Мартен родилась в 1928 году в Брюсселе. Её отец был банковским служащим и скрипачом-любителем, мать играла на фортепиано. Три сестры Моник унаследовали родительскую склонность к музыке, сама же она с детства любила рисовать. Когда ей было 15 лет, несколько её рисунков были изданы в виде открыток.
В 1951 году Моник закончила с отличием Королевскую Академию изящных искусств в Брюсселе. В качестве художницы-графика она работала исключительно в чёрно-белом цвете, чередуя уголь, карандаш, тушь и другие техники. Первая выставка Мартен состоялась в 1960 году. Отзывы критики были восторженными: в прессе её рисунки сравнивали с работами крупнейших мастеров. Позднее Мартен начала использовать цвет, работая в разных техниках: акварель, пастель, масло. Постепенно художница приобрела известность, её работы покупались, но ей самой было слишком тяжело продавать картины, к которым она относилась, по её собственным словам, как к родным детям. Мартен почти перестала участвовать в выставках и решила посвятить себя книжной иллюстрации, взяв для этой цели псевдоним Габриэль Венсан, составленный из имён её бабушки и дедушки.
В 1981 году в издательстве Duculot (ныне Casterman) вышли две её книжки-картинки — «Эрнест и Селестина потеряли Симеона» («Ernest et Célestine ont perdu Siméon») и «Уличные музыканты» («Ernest et Célestine, musiciens des rues») — в которых впервые появились прославившие Габриэль Венсан герои: медведь Эрнест и мышка Селестина. Эти книги положили начало серии книг об Эрнесте и его приёмной дочери Селестине, в которых с сочувствием и любовью показана повседневная жизнь семьи. Нежные, трогательные и поэтичные акварели Венсан воссоздают хрупкий мир детства со всеми его печалями и радостями.
Уже первая книга об Эрнесте и Селестине имела успех: в 1982 году она была отмечена в США премией Parents Choice; в 1984 году в Японии номинировалась на премию Sankei. Две последующие книги серии, «Ernest et Célestine, musiciens des rues» и «Ernest et Célestine chez le photographe», New York Times включил в десятку лучших иллюстрированных альбомов 1982 года; последняя из них была также удостоена премии Prix de la Fondation de France, бронзовой медали бельгийской Премии Плантена-Моретуса и номинации на премию Sankei. Всего в серии вышло 26 книжек-картинок, переведённых на множество языков и принесших автору мировой успех. В 2012 году по мотивам историй об Эрнесте и Селестине вышел полнометражный мультфильм «Эрнест и Селестина: Приключения мышки и медведя», удостоенный в 2013 году премии Сезар за лучший анимационный фильм. Сценарий к нему написал Даниэль Пеннак; кроме того, на основе сценария он создал повесть «История Эрнеста и Селестины» («Le roman d’Ernest et Célestine», 2012), которую посвятил памяти Габриэль Венсан.
Помимо книжек-картинок об Эрнесте и Селестине Венсан опубликовала множество иллюстрированных книг и альбомов как для детей, так и для взрослых. Её стиль далёк от условной «детскости» и инфантилизации образов; она не избегает «сложных» тем. В 1982 году вышла книга «Un jour, un chien», без текста и с чёрно-белыми рисунками, с горечью повествующая о скитаниях брошенной собаки. В 1983 году Венсан опубликовала, под своим настоящим именем, книжку-картинку без слов «L’oeuf»: мрачную притчу, в которой осуждаются эксплуатация природы и погоня за прибылью. В 1989 году вышла книжка-картинка «Désordre au Paradis»: история о маленьком мятежном ангеле. Несколько работ Венсан вдохновлены творчеством Жака Бреля: «24 portraits» (1989), «Les Vieux» (1989), «Moi je t’offrirai des perles de pluie» (1993).
Габриэль Венсан умерла 24 сентября 2000 года в Брюсселе. Хранителем её наследия, составляющего более десяти тысяч работ, является созданный в 2012 году фонд Моник Мартен (Fondation Monique Martin), регулярно проводящий посвящённые художнице и её персонажам выставки и ставящий главной своей целью продвижение ценностей, воплощённых в книжках об Эрнесте и Селестине. В 2018 году была создана ассоциация «Друзья Эрнеста и Селестины» («Les amis d’Ernest & Célestine»), занимающаяся популяризацией творчества Габриэль Венсан.